# Тарутин, Пётр Васильевич
Пётр Васи́льевич Тару́тин (1858 — 1934) — член IV Государственной думы от Владимирской губернии, крестьянин.

## Биография
Православный, крестьянин села Верхнего Ландеха Верхне-Ландеховской волости Гороховецкого уезда.
Окончил начальное земское народное училище. Воинскую повинность отбывал писарем в военно-окружном суде Кавказского военного округа. Затем занимался земледелием (14 десятин надельной и 53 десятины купленной земли). До избрания в Думу долгое время состоял волостным старшиной, членом Гороховецкой уездной земской управы, а также членом уездной землеустроительной комиссии.
В 1912 году был избран в члены Государственной думы от Владимирской губернии съездом уполномоченных от волостей. Входил во фракцию русских националистов и умеренно-правых (ФНУП), после её раскола в августе 1915 года — в группу прогрессивных националистов и Прогрессивный блок. Состоял членом комиссий: земельной, по народному образованию и по судебным реформам.
Судьба после 1917 года неизвестна. Умер в 1934 году. Был женат, имел несколько детей.